# Адыковское сельское муниципальное образование
Адыковское сельское муниципальное образование — сельское поселение в Черноземельском районе Калмыкии.
Административный центр — посёлок Адык.

## География
Адыковское СМО расположено в северо-западной части Черноземельского района, в пределах Прикаспийской низменности. В пределах СМО преобладают бурые пустынно — степные песчаные и суперпесчаные почвы.
Адыковское СМО граничит на западе — с Сарульским СМО Черноземельского района, на севере — с Яшкульским районом, на востоке — с Комсомольским, на юго-востоке — с Прикумским и на юге с Ачинеровским СМО Черноземельского района, на западе — с Ики-Бурульским районом.

### Климат
Климат поселения резко континентальный с сухим жарким летом и холодной малоснежной зимой, территория относится к южным полупустыням. Температура воздуха теплого периода года абсолютного максимума достигает в июне — августе плюс 43°С. Температура воздуха холодного периода года абсолютно минимального значения достигает в январе — феврале минус 34С.
Географическое положение определяет малое количество осадков: за теплый период (апрель — октябрь) 229 мм, за холодный период (ноябрь — март) 132 мм. Распределение осадков по месяцам неравномерно, большее количество приходится весенне-летний период в виде кратковременных ливней. Среднегодовое количество осадков — составляет 361 мм. Высота снежного покрова незначительна и изменяется от 1 до 33 см. По многолетним данным до 76 процентов зим характеризуется неустойчивым снежным покровом. В зимнее время наблюдаются гололедно — изморозевые явления.

### Гидрография
Гидрографическая сеть территории развита очень слабо. Природная водообеспеченность не удовлетворяет потребностям производственных, сельскохозяйственных и социальных нужд населения СМО. Для водообеспечения используется вода из Черноземельского магистрального канала и артезианских скважин.

## Население
| 2002 | 2010  | 2011  | 2012  | 2013  | 2014  | 2015 |
| ---- | ----- | ----- | ----- | ----- | ----- | ---- |
| 975  | ↗1063 | ↘1061 | ↘1026 | ↗1028 | ↘1004 | ↘981 |
| 2016 | 2017  | 2018  | 2019  | 2020  | 2021  |      |
| ↗990 | ↘987  | ↘985  | ↘973  | ↗978  | ↗1051 |      |

По состоянию на 01.09.2010 года на территории Адыковского СМО проживало 1041 человек. Из более 90 % проживало в посёлке Адык. В посёлках Радужный, Теегин Герл, Меклета по состоянию на указанную дату проживало соответственно 6, 14, 4 человек.

### Национальный состав
По данным Всероссийской переписи населения 2010 года:
| Национальность | Численность (чел.) | Процентное соотношение |
| -------------- | ------------------ | ---------------------- |
| Калмыки        | 694                | 65,29%                 |
| Даргинцы       | 214                | 20,13%                 |
| Казахи         | 51                 | 4,80%                  |
| Русские        | 37                 | 3,48%                  |
| Чеченцы        | 28                 | 2,63%                  |
| Кумыки         | 21                 | 1,98%                  |
| Другие         | 16                 | 1,51%                  |
| Не указана     | 2                  |                        |
| Всего          | 1 063              | 100,00%                |

## Состав сельского поселения
| № | Населённый пункт | Тип населённого пункта          | Население |
| - | ---------------- | ------------------------------- | --------- |
| 1 | Адык             | посёлок, административный центр | 733       |
| 2 | Меклета          | посёлок                         | 98        |
| 3 | Радужный         | посёлок                         | 69        |
| 4 | Теегин Герл      | посёлок                         | 78        |